# Mohamed Arafet Naceur
Mohamed Arafet Naceur (geboren 4. November 1988 in Hamem Ghzez) ist ein tunesischer Beachvolleyballspieler.

## Karriere
Naceur bildet seit 2015 ein Duo mit Choaib Belhaj Salah. Naceur/Belhaj nahmen an der Weltmeisterschaft 2015 in den Niederlanden teil, schieden dort allerdings ohne Satzgewinn nach der Vorrunde aus. Beim Continental Cup der CAVB setzten sich die Tunesier gegen die afrikanischen Konkurrenten durch und qualifizierten sich für die Olympischen Spiele 2016.